# Servizio diplomatico estone (1940-1991)
Il servizio diplomatico estone attivo dal 1940 al 1991 agì nel corso del periodo di occupazione sovietica dell'Estonia e operò rappresentando la vecchia repubblica.
L'Estonia fu occupata il 17 giugno 1940 dalle truppe dell'Armata Rossa e incorporata con la forza nell'URSS il 6 agosto 1940. Gli Stati Uniti non riconobbero mai l'annessione né de iure né de facto degli Stati baltici, in conformità con i principi enucleati della dottrina Stimson (Dichiarazione del 23 luglio 1940 del Sottosegretario di Stato americano Sumner Welles): più di 50 paesi assunsero un punto di vista simile sulla questione.
La Repubblica d'Estonia, dal 1940 al 1991, continuò de iure ad esistere come stato secondo il diritto internazionale, ovvero durante tutto il periodo dell'occupazione. Pertanto, alcune rappresentanze diplomatiche e consolari estoni continuarono a funzionare dal 1940 al 1991 in alcuni paesi occidentali (Stati Uniti, Australia, Regno Unito e altri), tentando di esercitare una parte limitata delle funzioni statali della Repubblica di Estonia.
A capo del servizio diplomatico estone vi furono Johannes Kaiv (1940-1965) ed Ernst Jaakson (1965-1991). Nel 1969 Ernst Jaakson firmò i messaggi di buona volontà dell'Apollo 11 a nome della nazione estone, rientrando così tra i 73 capi di Stato firmatari.